# Złoty lubowelski
Złoty lubowelski (lubowieński, lubowieyski) – jednostka pieniężna wymieniana w rachunkach polskiego starostwa na Spiszu z lat 1753–1765, wystawianych w Lubowli, odpowiadająca 30 groszom (20 półkrajcarom), wymienianym na dukaty niderlandzkie w relacji: 8,3 : 1, tzn. na poziomie zbliżonym do 1 złotego polskiego w srebrze (1 dukat = 9 złotych polskich) z połowy XVIII w. lub bardziej dwuzłotka (8 groszy srebrnych) z 1766 r. (1 dukat = 8⅜ dwuzłotków).